# Internationale kvindelige Brydekampe
Internationale kvindelige Brydekampe er en dansk dokumentarisk optagelse fra 1912 produceret af Filmfabrikken Skandinavien.

## Handling
Optagelser fra verdensmesterskabet i kvindebrydning med deltagere fra Danmark, Norge, Sverige, Tyskland, Amerika, England, Schweitz, Grækenland m.fl.